# Aldo Berardi

Wappen von Aldo Berardi

Aldo Berardi OSsT (* 30. September 1963 in Longeville-lès-Metz) ist ein französischer römisch-katholischer Ordensgeistlicher und Apostolischer Vikar im Nördlichen Arabien.

## Leben
Aldo Berardi studierte zunächst Philosophie am Priesterseminar in Villers-lès-Nancy. Nach einem Missionseinsatz in Madagaskar trat er dem Trinitarierorden bei und absolvierte das Theologiestudium am Priesterseminar in Montréal und erwarb später an der Alfonsiana in Rom ein Lizenziat in Moraltheologie. Am 17. Dezember 1990 legte er in Rom die ewige Profess ab und empfing am 20. Juli 1991 in Ars-sur-Moselle das Sakrament der Priesterweihe.
Bis 1992 arbeitete er für die Caritas in Rom. Von 1992 bis 1998 leitete er in Cerfroid, dem Gründungsort seiner Ordensgemeinschaft, ein Empfangs-, Ausbildungs- und Erholungszentrum. Außerdem war er in dieser Zeit in der Pfarrseelsorge und als Geistlicher für die Katholische Aktion sowie in einer geschlossenen Psychiatrie tätig. In dieser Zeit absolvierte er von 1995 bis 1997 eine Ausbildung in Psychiatrie bei der Organisation Christen für psychische Gesundheit (Chrétiens en Santé Mentale) in Paris. Von 1998 bis 2000 studierte er am Dar Comboni Institute for Arabic Studies in Kairo arabisch und Islamwissenschaft. Anschließend war er bis 2006 Direktor des Saint-Bakhita-Zentrums für sudanesische Flüchtlinge in Kairo und von 2007 bis 2010 Ausländerseelsorger für das Apostolische Vikariat Arabien in Bahrain. 2008 erwarb er einen Hochschulabschluss in Sprachwissenschaft an der Open Arab University in Manama. Von 2009 bis 2012 war er Provinzialrat seiner Gemeinschaft; von 2012 bis 2020 absolvierte er an der Universität Laval ein Ergänzungsstudium in praktischer Theologie. Von 2011 bis 2019 war er zudem Pfarrer im Apostolischen Vikariat Nördliches Arabien. Ab 2019 war er Generalvikar seines Ordens sowie Präsident des Generalsekretariats für Ausbildung und gesetzlicher Vertreter der Generalkurie der Trinitarier in Rom.
Papst Franziskus ernannte ihn am 28. Januar 2023 zum Apostolischen Vikar des Apostolischen Vikariats Nördliches Arabien. Der Präfekt des Dikasteriums für den Interreligiösen Dialog, Miguel Kardinal Ayuso Guixot, MCCJ, spendete ihm am 18. März desselben Jahres in der Kathedrale Unserer Lieben Frau von Arabien die Bischofsweihe. Mitkonsekratoren waren der Apostolische Nuntius in Kuwait, Katar und Bahrein, Erzbischof Eugene Martin Nugent, und der emeritierte Apostolische Vikar im südlichen Arabien, Paul Hinder OFMCap, der das Vikariat Nördliches Arabien seit Mai 2020 als Apostolischer Administrator verwaltet hatte.